# Sankt Nikolaj Skole
Sankt Nikolaj Skole er en katolsk privatskole på Kirkegade i Esbjerg, hvis fundament og virke bygger på det katolsk-kristne livs- og menneskesyn. Skolen består af børnehaveklasse til og med 10. klassetrin med i alt cirka 250 elever og cirka 27 lærere inklusiv andet personale. Skolens kendetegn illustrerer det kristne symbol korset. Kun en mindre del af skolens elever er i dag katolikker. Skolen ligger ved siden af Sankt Nikolaj Kirke på hjørnet af Kirkegade og Nygårdsvej.

## Historie
Den 29. august 1903 blev grundstenen til Sankt Joseph Hospital i Esbjerg lagt af Sankt Joseph Søstrene, som indviede hopitalet den 1. september 1904. Siden hen fandt den katolske nonneorden det naturligt at oprette en katolsk privatskole i tilknytning med hospitalet. Beboelsesejendommen i Nørregade 61 blev erhvervet til formålet og Sankt Nikolaj Skole startede den 22. august 1905 med 5 elever på 2. sal. Skolen blev navngivet efter den hellige Sankt Nikolaus, som er beskytter af børn og af søens folk.